# Garelli Gar-Mar
Der Garelli Gar-Mar war ein innovativer Außenbordmotor, der von 1959 bis 1966 vom italienischen Hersteller Garelli produziert wurde. Er zeichnete sich durch seinen einzigartigen Wasserstrahlantrieb aus und war einer der wenigen Außenbordmotoren seiner Zeit, die ohne herkömmlichen Propeller arbeiteten.

## Geschichte
Anfang der 1960er Jahre entwickelte Garelli den Gar-Mar, einen Außenbordmotor mit einem 90-cm³-Einzylinder-Zweitaktmotor. Die Besonderheit dieses Motors war der Antrieb, der nicht wie bei den meisten Außenbordern mit einem Propeller erfolgte, sondern als Wasserstrahlantrieb. Dazu wurde im Unterwasserteil vorn Wasser angesaugt, durch einen dreiflügeligen Rotor verdichtet und nach hinten ausgestoßen. Zur Rückwärtsfahrt ließ sich der Motor in der Aufhängung um 180° drehen.
Den Wasserstrahlantrieb machte ihn besonders sicher für den Einsatz in flachen Gewässern, da keine freiliegenden Propeller vorhanden waren. Der Motor war kompakt und leicht, was ihn ideal für kleine Boote machte.
In den USA wurde der Gar-Mar unter dem Namen Cary Jet von Cary Enterprises aus Huntington Station, New York, vertrieben. Der Verkaufspreis lag 1960 bei 199,95 USD und sank bis 1968 auf 150 USD.

## Technische Daten
- Bauzeit:	1959–1966
- Motortyp:	Einzylinder-Zweitakt-Benzinmotor
- Hubraum	88,5 cm³
- Bohrung × Hub:	48 mm × 48 mm
- Leistung:	4 PS (2,94 kW)
- Kühlung:	Luftgekühlt
- Zündung:	CEV Magnetzündung
- Zündkerze:	Champion L-86C
- Kraftstoffgemisch: 1/2 Pint Öl pro Gallone Benzin
- Antrieb: Wasserstrahlantrieb
- Gewicht:	ca. 16 kg (35 lbs)